# Jacu-amazônico
O jacu-amazônico (Penelope jacquacu), também chamado jacuaçu, jacu-do-norte ou jacu-amazônico é uma espécie de ave da família Cracidae. Pode ser encontrada nos seguintes países: Bolívia, Brasil, Colômbia, Equador, Guiana, Peru e Venezuela. Os seus habitat naturais são: florestas subtropicais ou tropicais úmidas de baixa altitude.

## Subespécies
São reconhecidas quatro subespécies:
- Penelope jacquacu jacquacu (Spix, 1825) – ocorre na Amazônia ao sul dos rios Amazonas e Solimões no oeste do Brasil, leste da Colômbia, leste do Equador, Peru e norte da Bolívia.
- Penelope jacquacu granti (Berlepsch, 1908) – ocorre no Suriname, Guiana e na região adjacente no leste da Venezuela.
- Penelope jacquacu orienticola (Todd, 1932) – ocorre no sudeste da Venezuela e no noroeste do Brasil ao norte dos rios Amazonas e Solimões.
- Penelope jacquacu speciosa (Todd, 1915) – ocorre na região central e leste da Bolívia.